# Legislacja
Legislacja (fr. législation z łac. legis latio, legis lationis wniosek do prawa od łac. lex, legis prawo + latio przyniesienie) – ustawodawstwo, forma stanowienia prawa, w którym organy państwowe i samorządowe tworzą akty prawne powszechnie obowiązujące na danym terenie. Legislacja utożsamiana jest z kompetencjami parlamentu związanymi z uchwalaniem ustaw.